# Swedish Beach Tour 2010

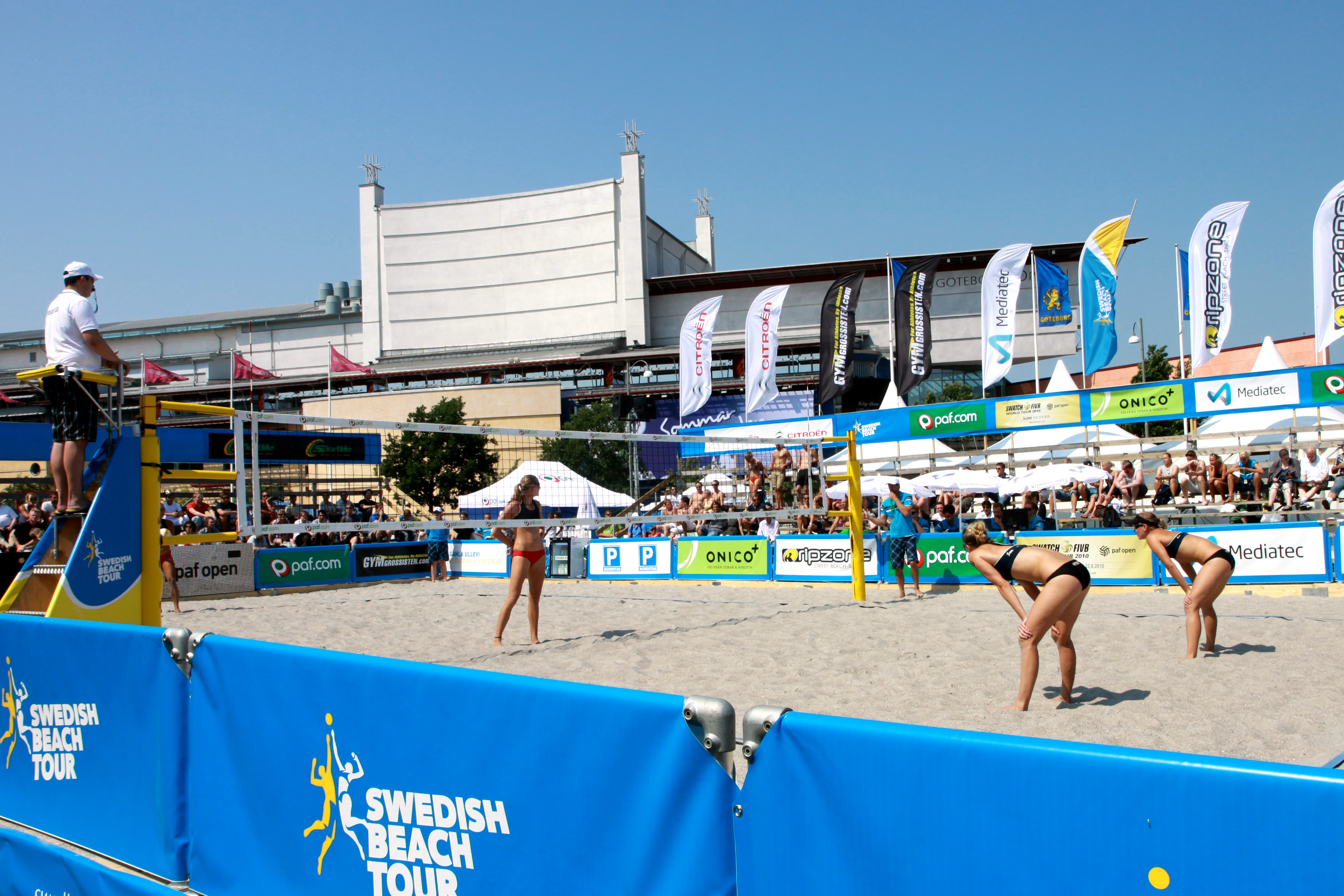
Matchen mellan Naiana Rodrigues de Araujo/Karin Lundqvist och Camilla Nilsson/Tora Hansson den 3 juli 2010

Swedish Beach Tour 2010 var tredje upplagan av Swedish Beach Tour.
Tourfinal vanns på damsidan av Karin Lundqvist och hennes brasilianska partner Naiana Rodrigues. På herrsidan vann Björn Berg och Simon Dahl tourfinalen. Turneringen avgjordes på nio spelplatser runt om i Sverige under juni, juli och augusti. Tre av deltävlingarna sändes i TV4 Sport.
| Datum                     | Ort        | Plats           | Vinnare                           | Vinnare                      |
| Datum                     | Ort        | Plats           | Damer                             | Herrar                       |
| ------------------------- | ---------- | --------------- | --------------------------------- | ---------------------------- |
| 11-13 juni                | Uppsala    | Vaksala Torg    | Baquerizo / Fernandez (ESP)       | S. Gunnarsson / H. Brinkborg |
| 18-20 juni                | Linköping  | Trädgårdstorget | D. Johns / L. Boulton (GBR)       | L. Montas / K. Jonsson       |
| 2-4 juli                  | Göteborg   | Kanaltorget     | K. Lundqvist / Naiana (BRA)       | S. Boehm / I. Kapa (AUS)     |
| 9-11 juli                 | Karlskrona | Fisktorget      | A. Bednarczuk / R. Pellucci (BRA) | B. Berg / S. Dahl            |
| 15-17 juli                | Sundsvall  | Stora Torget    | K. Lundqvist / Naiana (BRA)       | B. Berg / S. Dahl            |
| 23-25 juli                | Falkenberg |                 | K. Lundqvist / Naiana (BRA)       | B. Berg / S. Dahl            |
| 27 juli - 1 augusti (SM)  | Malmö      | Västra Hamnen   | K. Lundqvist / Naiana (BRA)       | S. Gunnarsson / H. Brinkborg |
| 5-7 augusti               | Umeå       | Rådhustorget    | K. Lundqvist / Naiana (BRA)       | B. Berg / S. Dahl            |
| 12-14 augusti (tourfinal) | Halmstad   | Stora Torg      | K. Lundqvist / Naiana (BRA)       | B. Berg / S. Dahl            |